# Vahdat Hanonov
Vahdat Hanonov (en tayiko: Ваҳдат Ҳаннонов, en ruso: Вахдат Азаматович Ханонов; Hisor, Tayikistán, 25 de julio de 2000) es un futbolista de Tayikistán que juega en la posición de defensa central con el Persépolis FC de la Liga Premier de Irán.

## Carrera

### Club
| Periodo   | Club               |
| --------- | ------------------ |
| 2017–2018 | Barkchi            |
| 2019      | CSKA Pomir Dusambé |
| 2020–2021 | FC Istiklol        |
| 2021–     | Persepolis FC      |

### Selección nacional
Ha estado en el programa de selecciones nacionales de Tayikistán desde la categoría sub-16, y su debut con la selección absoluta lo hizo el 16 de diciembre de 2018 ante Omán.
Anotó su primer gol internacional el 14 de junio de 2023 en el empate 1-1 ante Omán en Taskent en la Copa de Naciones CAFA 2023. También formó parte de la selección que jugó en la Copa Asiática 2023 donde anotó en el empate 1-1 ante Emiratos Árabes Unidos en Al-Rayyan.

## Logros

### Club
- Tajikistan Higher League: 2020[5]
- Tajik Supercup: 2021[6]
- Persian Gulf Pro League: (2) 2022–23, 2023–24
- Hazfi Cup: 2022–23
- Iranian Super Cup: 2023

### Selección nacional
- King's Cup: 2022[7]
- Merdeka Tournament: 2023